# Рошкевич Ольга Михайлівна

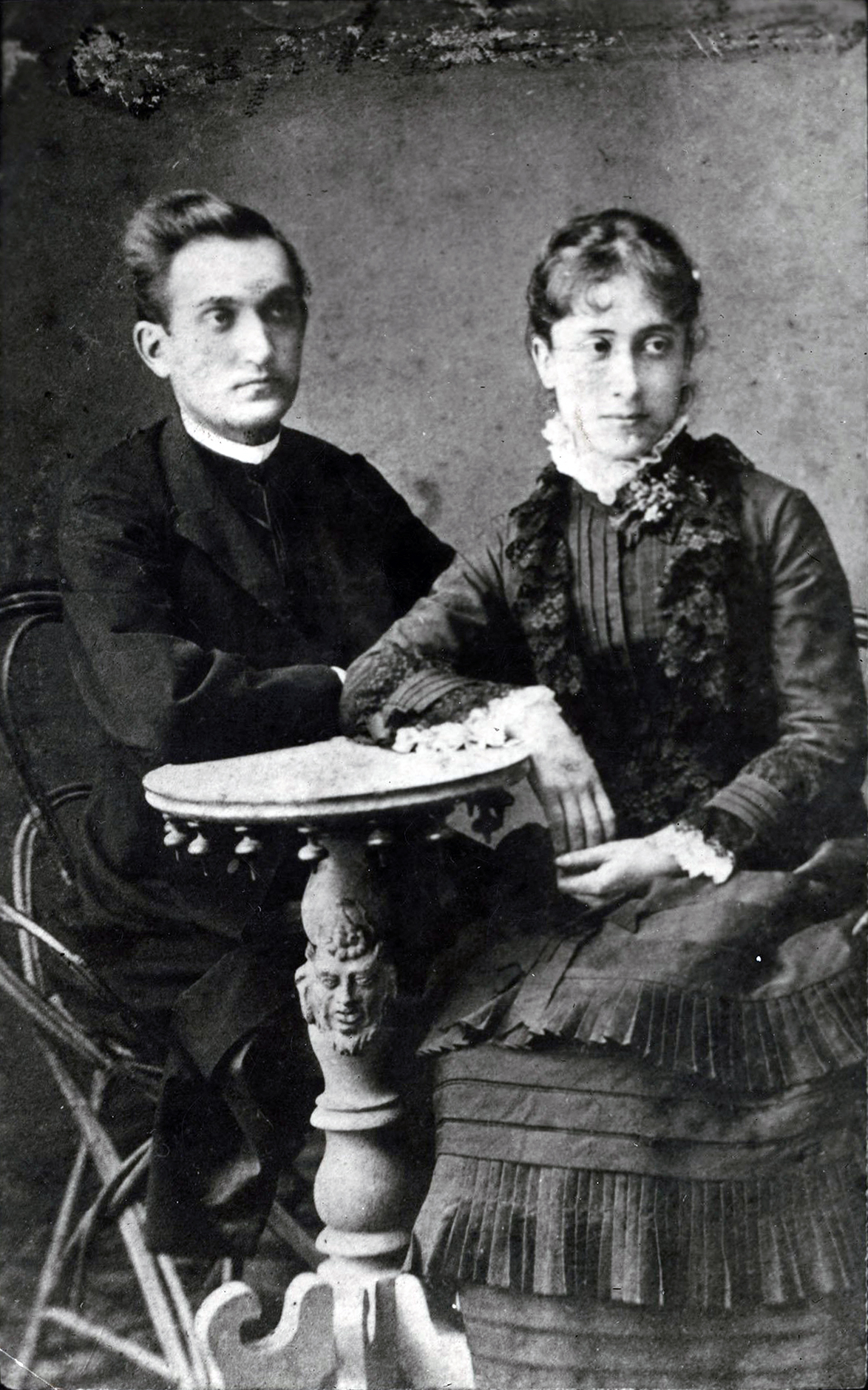
З чоловіком Володимиром Озаркевичем (1879 рік)

О́льга Миха́йлівна Рошке́вич, у шлюбі Озаркевич (11 лютого 1857, Угорники Станиславівського повіту — 30 травня 1935, Миклашів) — українська перекладачка, збирачка фольклору. Натхненниця творчості Івана Франка.

## Життєпис
Ольга Рошкевич народилася в священничій родині. Її батько, Михайло Рошкевич (1830—1886), після закінчення Львівського університету та духовної семінарії, висвятився 1856 року і став священником в селі Угорники Станиславівського повіту. Там одружився з Марією Руденською. В подружжя рік за роком народилося троє дітей: найстарша Ольга 11 лютого 1857 року, Ярослав 1858 року, Михайлина 1859 року.
Родина Рошкевичів 1867 року переїхала до Лолина (нині Долинського району Івано-Франківської області), де 1872 року в них народився син Богдан, що помер у ранньому віці. Брат Ольги Ярослав навчався у Дрогобицькій гімназії, і завдяки йому вона познайомилася з Іваном Франком, який приїздив до Лолина, щоб допомогти в науці Ярославові. Іван Франко закохався в Ольгу вже під час перших відвідин Лолина 1874 року. Їхнє перше взаємне кохання тривало 10 років. Свідком взаємин була сестра Ольги — Михайлина Рошкевич, яка згадала про них у своїх спогадах.

## Освіта
Ольга Рошкевич отримала ґрунтовну домашню освіту. Впродовж шести років вона мешкала в с. Устя над Прутом в родині родича матері декана Проскурницького, де гувернантка із Женеви мадам Монсе навчала її німецької і французької мов, гри на фортепіано. Ольга була здібна до науки, бо пізніше вільно листувалася з Франком німецькою мовою, перекладала твори Еміля Золі з французької і добре володіла інструментом. Займалася самоосвітою. Була добре обізнана з тогочасними творами світової літератури. Ольга Рошкевич успішно пройшла школу винятково обдарованого Івана Франка. Тривале безпосереднє спілкування з поетом мало величезний вплив на формування її світогляду. Закоханий Франко щедро ділився з нею своїми поглядами, довіряв потаємні думки, дбав про освіту. Постійно привозив до Лолина багато літератури.

## Стосунки з Іваном Франком
Зустріч Івана Франка з Ольгою Рошкевич в Лолині 1874 року стала для нього визначальною — поет закохався. Відтоді розпочалося їх листування, що тривало до 1898 року. Після двох років знайомства з Ольгою Франко офіційно попросив в о. Михайла Рошкевича руки його доньки. Батько відповів згодою. Але до офіційних заручин справа не дійшла.
1877 року Івана Франка, студента філософського факультету Львівського університету, заарештували за участь у таємній соціалістичній організації. У Лолині, в оселі Рошкевичів проведено обшук. Батько заборонив Ользі зустрічатися та листуватися з Франком. Проти волі батька Ольга продовжувала листування з поетом та таємно зустрілася з ним. Листи Івана Франка до Ольги Рошкевич, датовані 1874—1880 роками, є докладною автобіографією поета.

## Шлюб з Озаркевичем
14 вересня 1879 року Ольга Рошкевич взяла шлюб з випускником духовної семінарії Володимиром Озаркевичем, сином посла до віденського парламенту Івана Озаркевича, рідним братом письменниці та феміністки Наталії Кобринської.
З чоловіком назавжди покинула Лолин і переїхала до Белелуї, родинного села Озаркевичів. Згодом чоловік змінював парафії, і родина мешкала в селах: Новоселиця, Скопівці, Сілець, Нижньому Березові. В Сільці затрималися на 20 років — з 1887 по 1898 рік. Тут Ольга народила сина, якого назвали Іваном на честь Івана Франка. Хлопчик помер у дворічному віці. 1890 року народила дочку Олену-Ольгу. Постійно проживаючи в селі, Ольга Рошкевич багато сил і часу була змушена віддавати домашньому господарству. Проте вона не втрачала інтересу до культурного життя в Галичині, цікавилася львівськими і віденськими виданнями, брала участь в роботі «Товариства руських жінок» в Станиславові, займалася перекладами з французької мови, прагнула жити у великому місті в інтелектуальному середовищі. Ольга Рошкевич переймалася долею Франка і навіть після одруження вільно і часто листувалася з ним.
Вони навіть зустрічались в Коломиї у 1880, 1884 роках. Поступово листи колишніх закоханих стали виключно діловими. 1912 року в Нижньому Березові помер Володимир Озаркевич. Після смерті чоловіка Ольга Озаркевич із сестрою Михайлиною жила в родині доньки, яка 1910 року одружилася зі священником Йосипом Іванцем. 1932 року переїхала до с. Миклашева, що поблизу Львова, де померла 30 травня 1935 року.
Газета «Діло» опублікувала некролог:
|  | Дня 30 травня 1935 року померла у Миклашеві коло Львова в домі свого зятя о. Й. Іванця Ольга з Рошкевичів Озаркевичева, вдова по парохові Березова, о. Володимирі, в 78 років життя. Покійна належала до наших жінок піонерок, що започаткували організаційну працю між українським жіноцтвом. Молодою дівчиною цікавилася етнографією та літературою. У Лолині в домі свого батька, зібрала між іншим перші матеріяли до бойківських обрядів та зладила перші переклади з французького письменника Е. Золі. В часах своєї молодості була близькою співробітницею І. Франка та Н. Кобринської. Похорони відбудуться 1 червня в Міклашеві. |

Похована на сільському цвинтарі.

## Творчість
До творчого доробку Ольги Рошкевич (Озаркевич) належать: зібрані весільні пісні й обряди в селі Лолин, опрацьовані Франком і опубліковані під назвою «Obrzędy і pieśni weselne ludu ruskiego we wsi Lolinie, pow. Stryjskiego» у «Zbiór wiadomości do antropologji krajowej», т. 10 (1886) і окремо; переклад повісті Еміля Золі «Довбня» (видано 1879 року з передмовою Івана Франка), переклад твору Марії Софії Шварц «Сімнадцяті і двадцяти роковини», опублікованого в альманасі «Дністрянка» від псевдонімом «Надежда» 1876 року.

## Вплив на творчість Івана Франка
Глибокі почуття Івана Франка до Ольги Рошкевич надихнули його на написання циклу ліричних поезій «Картка любови», новели «На дні» (глава «Ганна») і окремих поезій.

## Доля родини Рошкевичів
У 1950-х роках один за одним померли Ольжині найрідніші: дочка Олена, зять Йосип і внук Володимир (1946 рік), внучка Оксана (1943 рік) і поховані в Миклашеві поруч могили Ольги. На спільному пам'ятникові викарбувані їхні імена. В живих залишалась внучка Ольги — Марія Іванець-Дем'янчук, яка емігрувала до Канади. У 2004 році вона приїздила в Україну. Відвідала Миклашів, побувала у плебанії, де пройшли її дитячі роки, на цвинтарі коло могил предків. В меморіальному музею Івана Франка у Львові зробила запис в книзі для почесних гостей. Передала для музею обрус з монограмами Ольги Рошкевич, за яким в Лолині обідав Іван Франко, і світлини Ярослава Рошкевича та матері Ольги, Михайлини і Ярослава їмості Марії Рошкевич. Маючи 84 роки, 2006 року Марія Іванець-Дем'янчук померла у Торонто.
В Лолині ніхто із родини Рошкевичів не залишився жити. Після смерті о. Михайла їмость Марія змушена була покинути плебанію і переїхала на проживання до Ольги в село Сілець. Михайлина на запрошення Наталії Кобринської замешкала в родині Озаркевичів в Болехові. Вийшла заміж за священника Йосипа Іванця, двоюрідного брата зятя Ольги. Михайлина пережила всіх своїх рідних. Померла у Чехословаччині 1956 року в 98-річному віці. Ярослав ставши юристом, працював комісаром поліції. Помер і похований у Бродах. Садиба Рошкевичів в Лолині не збереглася. Після будівництва нової резиденції стару будівлю використовували для господарських потреб. В 1944 році як і всі хати села, її спалили мадяри. На місці садиби Рошкевичів збудовано Народний дім.
У селі Сілець досі стоїть давня дерев'яна церква Різдва Христового, яку 1889 року освятив о. Володимир Озаркевич і правив в ній 20 років. Нині храм у напівзруйнованому стані. Поруч новозбудований храм, до якого згодом мають перенести відреставрований іконостас із старої церкви. Плебанія, яку будували Озаркевичі, не існує. На її місці збудована нова.

## Вшанування пам'яті Ольги Рошкевич-Озаркевич

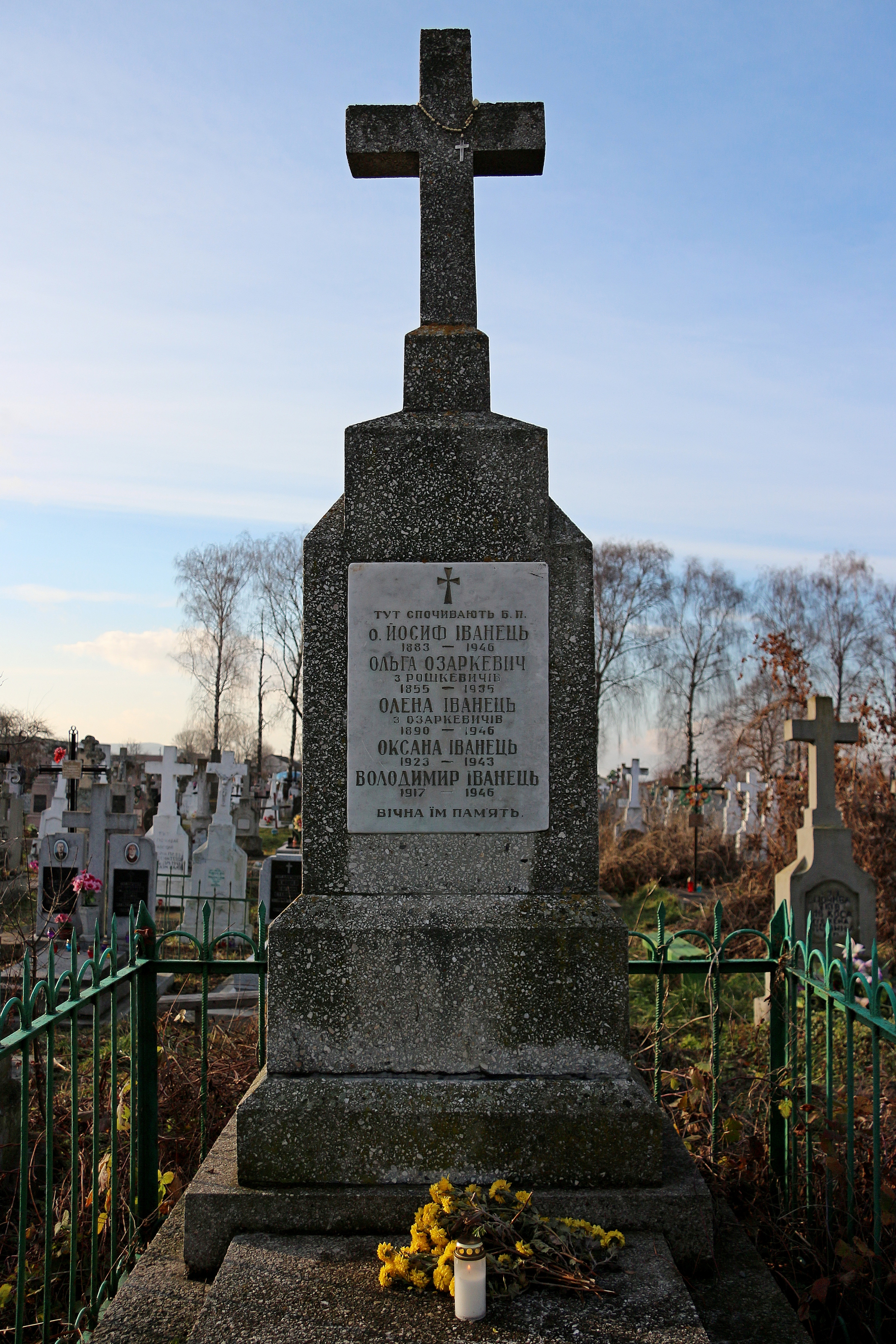
Могила Ольги Рошкевич

У Миклашеві донині зберігся будинок плебанії, в якому мешкала Ольга Рошкевич. На ньому встановлена меморіальна таблиця, на якій вказано, що вона проживала в цьому будинку останні роки свого життя. В місцевій школі діє кабінет франкознавства, на стендах якого виставлені її рідкісні фотографії і документи.
У Лолині поблизу Народного дому встановлено вирізьблені з дерева в повний зріст постаті юнака і дівчини в пам'ять про закоханих Івана Франка і Ольгу Рошкевич. Через дорогу — гарне погруддя Івана Франка. На горі на давньому цвинтарі завдяки старанням Союзу українок з Болехова відновлено пам'ятник о. Михайлові Рошкевичу.
У Народному домі на громадських засадах діє музей Івана Франка, який очолює Любомира Підберезька. Музей має цікаву експозицію і є центром зустрічі шанувальників творчості поета. Мешканці села увіковічнили пам'ять про Івана Франка і Ольгу Рошкевич: на гербі села поруч церкви є зображення двох сердець, пера і каламаря. А Лолин назвали селом Франкового кохання.